# Slobozia (Roznov), Neamț
Slobozia este o localitate componentă a orașului Roznov din județul Neamț, Moldova, România.
 Acest articol despre o localitate din județul Neamț este deocamdată un ciot. Puteți ajuta Wikipedia prin completarea lui.